# Долина (Тернопольский район)
Долина (укр. Долина) — село в Теребовлянской городской общине Тернопольского района Тернопольской области Украины.
Население по переписи 2001 года составляло 881 человек. Почтовый индекс — 48163.

## История
В 1946 г. Указом ПВС УССР село Яновская Долина переименовано в Долина.
До 2020 года входило в Теребовлянский район.

## Достопримечательности
- Замок и Троицкий костел.[2] В 1685 году были захвачены войсками гетмана Сулименко.